# 阿里·里达
阿里·里达（阿拉伯语：علي الرضا），按照非阿拉伯语地区读音的译名为阿里·礼萨（765年12月29日—818年8月23日）是什叶派主流派系十二伊玛目派尊奉的第八任伊玛目，他最为人所知的事迹是成为阿拉伯帝国阿拔斯王朝哈里发马蒙的储君。马蒙为缓和国内矛盾，与什叶派和解，故立里达为储君，并把象征阿拔斯家族的黑旗换做什叶派的绿旗，但又遭逊尼派反对，不得不再次改旗易帜。后来里达在呼罗珊暴薨，什叶派传说他是被马蒙派人毒死的，其薨所建起宏伟的陵寝和清真寺，成为什叶派朝圣圣地之一。
阿里·伊本·穆萨·里达（Ali ibn Musa al-Rida），也被称为阿布·哈桑·萨尼（Abū al-Ḥasan al-Thānī），是伊斯兰先知穆罕默德的后裔，也是什叶派十二伊玛目派中的第八位伊玛目，继承了他的父亲穆萨·卡齐姆（Musa al-Kazim）。他同时也是逊尼派苏菲教团神秘权威链条中的一部分。他以虔诚和学识著称，许多著作被归于他名下，包括《金色书信》（Al-Risala al-Dahabia）、《里达圣训集》（Sahifa al-Rida）和《里达教法学》（Fiqh al-Rida）。伊本·巴巴瓦伊（Ibn Babawayh）所著的《里达言行录》（Uyun al-Akhbar al-Rida）是一部综合性的著作，收录了他的宗教辩论、言论、传记细节，甚至发生在他陵墓中的奇迹。他被埋葬在伊朗的马什哈德（Mashad），那里有一座宏伟的圣陵。
里达与阿拔斯王朝的哈里发哈伦·拉希德（Harun al-Rashid，统治时期：786-809年）及其儿子们——阿明（al-Amin，统治时期：809-813年）和马蒙（al-Ma'mun，统治时期：813-833年）生活在同一时代。为了缓解频繁的什叶派起义，马蒙突然改变了阿拔斯王朝一贯的反什叶派政策，邀请里达前往他在呼罗珊（Khorasan）的实际首都梅尔夫（Marv），并指定他为继承人，尽管里达本人对此并不情愿。他接受了这一提议，但条件是不得干涉政府事务。马蒙任命阿里·里达为继承人的决定立即引发了强烈的反对，尤其是在阿拔斯家族内部，他们发动叛乱并拥立哈伦·拉希德的同父异母兄弟易卜拉欣·穆巴拉克（Ibrahim al-Mubarak）为巴格达的反哈里发。意识到伊拉克反对派的严重性，马蒙及其随从离开呼罗珊前往巴格达，里达也随行。然而，当队伍到达图斯（Tus）时，里达于818年9月神秘去世。他的去世紧随马蒙的波斯宰相法德尔·伊本·萨赫尔（al-Fadl ibn Sahl）被暗杀之后，法德尔因支持什叶派政策而备受争议。马蒙哈里发常被视为这两起死亡的幕后推手，因为他向阿拉伯派系做出了让步以顺利返回巴格达。图斯后来被一座新城市取代，名为马什哈德（Mashhad），这座城市围绕里达的陵墓发展起来，成为伊朗最神圣的地方，每年吸引数百万什叶派穆斯林前来朝圣。

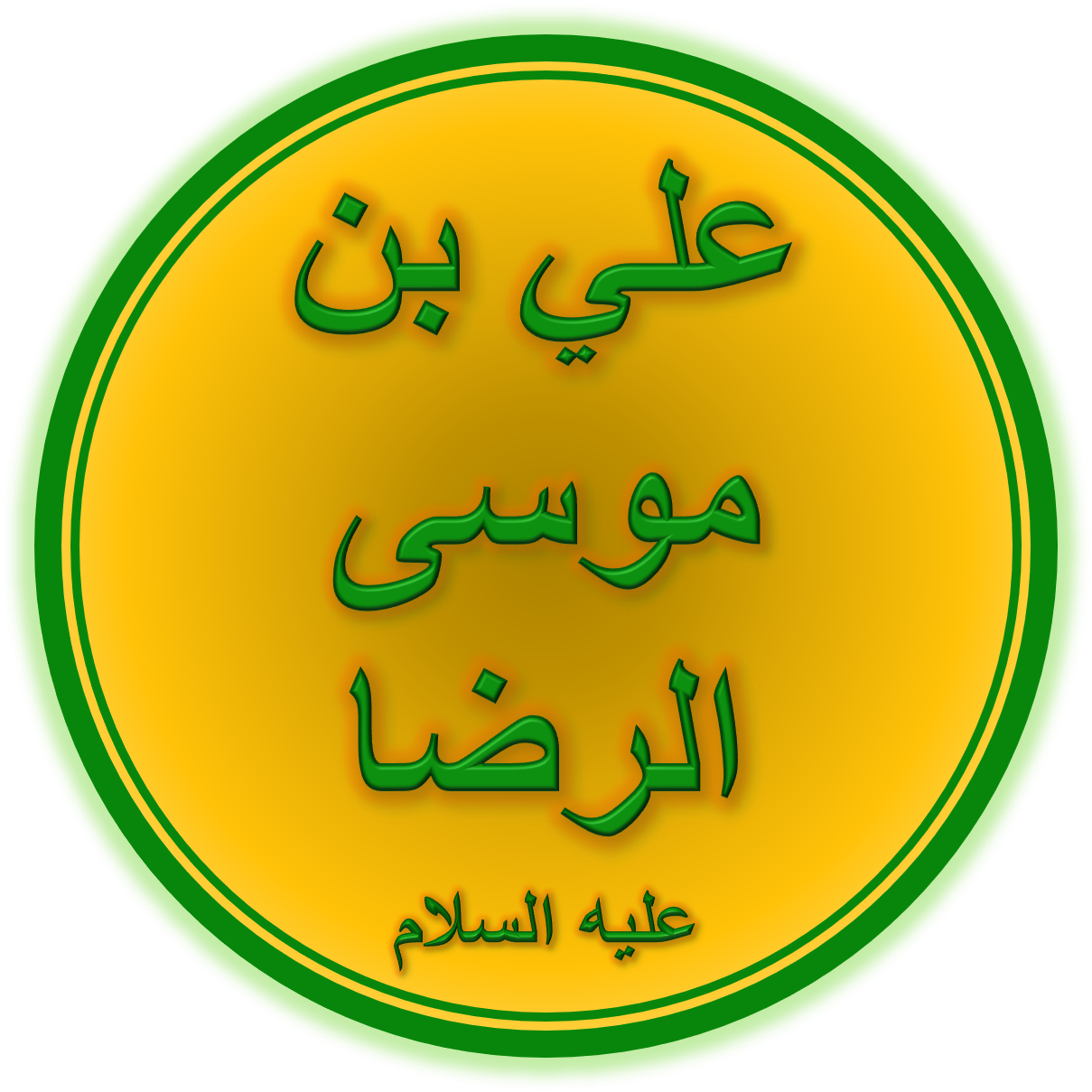

## 生平

### 出生与早期生活
阿里于公元765年（伊斯兰历148年）、768年（伊斯兰历151年）或770年（伊斯兰历153年）在麦地那出生。 第一种说法基于其祖父贾法尔·萨迪克（al-Sadiq）的预言，他在去世那年预言其儿子穆萨·卡齐姆（al-Kazim）的继承人即将诞生。 有迹象表明，阿里的出生可能晚至伊斯兰历159年。 无论如何，什叶派权威通常给出的日期是伊斯兰历148年祖尔·盖达月（Du al-Qa'da）11日。 他的父亲是穆萨·卡齐姆，什叶派十二伊玛目派中的第七位伊玛目，是阿里（Ali）和法蒂玛（Fatima）的后裔，而阿里和法蒂玛分别是伊斯兰先知穆罕默德的堂弟和女儿。阿里的母亲是一名获释的奴隶，可能具有柏柏尔人（Berber）血统，其名字在不同文献中记载不一，可能是纳吉玛（Najma） 或图克塔姆（Tuktam）。 据称，是穆萨·卡齐姆的母亲哈米达·哈通（Hamida Khatun）为儿子选择了纳吉玛。 莫门（Momen）写道，阿里在父亲去世时三十五岁， 而唐纳森（Donaldson）则认为他当时二十或二十五岁。

### 哈伦统治时期

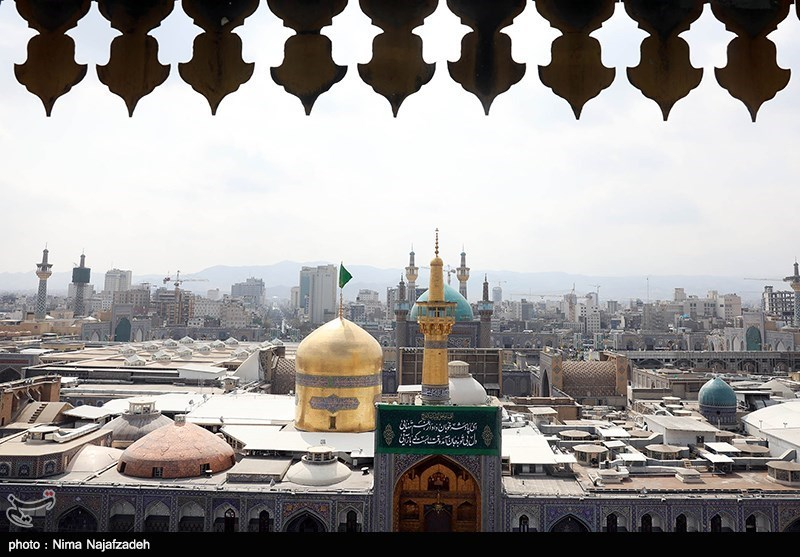

里达与他的父亲穆萨·卡齐姆（Musa al-Kazim）一起生活在麦地那，直到伊斯兰历179年。当哈伦逮捕穆萨并将其转移到伊拉克时，里达作为他父亲的代理人，负责管理穆萨的财产和什叶派事务。  
随着穆萨·卡齐姆于伊斯兰历183年拉贾布月（Rajab）在巴格达监狱中去世，根据他父亲的遗嘱，他的儿子阿里·里达成为他的继承人和继任者。  
根据马德隆（Madelung）的说法，卡齐姆任命里达为他的遗嘱执行人，里达还继承了其父亲在麦地那附近的财产，排除了他的兄弟们。 根据穆萨·卡齐姆的遗嘱，他的子女、妻子和财产的监护权也被委托给阿里·里达。  
阿里在哈伦统治时期度过了他生命的接下来的十年——从伊斯兰历183年到193年。

### 内战与动乱
阿拔斯王朝哈里发哈伦在里达（al-Rida）担任伊玛目期间去世，帝国由其两个儿子分治： 在位的哈里发阿明（al-Amin）由祖拜达·宾特·贾法尔（Zubaidah bint Ja'far）所生，而马蒙（al-Mamun）的母亲是波斯人，他被指定为继承人并担任呼罗珊省（今伊朗境内）总督。 实际上，根据穆扬·莫门的说法，阿明与其阿拉伯幕僚法德尔·本·拉比（al-Fadl ibn Rabi）控制了伊拉克及西部地区，而马蒙与其波斯幕僚法德尔·本·萨赫尔（al-Fadl ibn Sahl）掌控了伊朗及东部地区。 据报道，阿明违反协议，任命自己的儿子取代马蒙为继承人， 随后内战爆发，阿明被杀，巴格达被马蒙的将领占领。但马蒙本人仍留在呼罗珊省的梅尔夫（Marv）， 似乎决心将其作为新首都。 据伊本·巴布亚和塔巴里传述的传统，里达曾告知一位同伴马蒙将杀死阿明，但他本人始终远离两兄弟的冲突。阿明在位时期被认为是里达的和平时期，他借此机会履行传播伊斯兰教义的使命。
马蒙自称“正道伊玛目”（Imam al-Huda），可能意在强调自己是最适合担任哈里发的人选。 值得注意的是，他在库法和阿拉伯半岛面临阿里派（Alids） 和宰德派]]（Zaydis） 的叛乱，这些叛乱在公元815年左右加剧，并占领了麦加、麦地那、瓦西特和巴士拉等城市。 尤其是815年由阿布·萨拉亚（Abu'l-Saraya）领导的什叶派起义在伊拉克难以镇压，迫使马蒙的伊拉克总督哈桑·本·萨赫尔（al-Hasan ibn Sahl）动用呼罗珊将领哈萨马·本·阿扬（Harthama ibn A'yan）的军队。
多年来，里达的几位兄弟及其叔父穆罕默德·本·贾法尔（Muḥammad ibn Ja'far）参与了伊拉克和阿拉伯半岛的阿里派起义，但里达拒绝参与其中。 这一时期，里达唯一可能涉足政治的行为是调解阿拔斯政府与其在麦地那起义的叔父穆罕默德·本·贾法尔之间的关系。

### 被指定为继承人

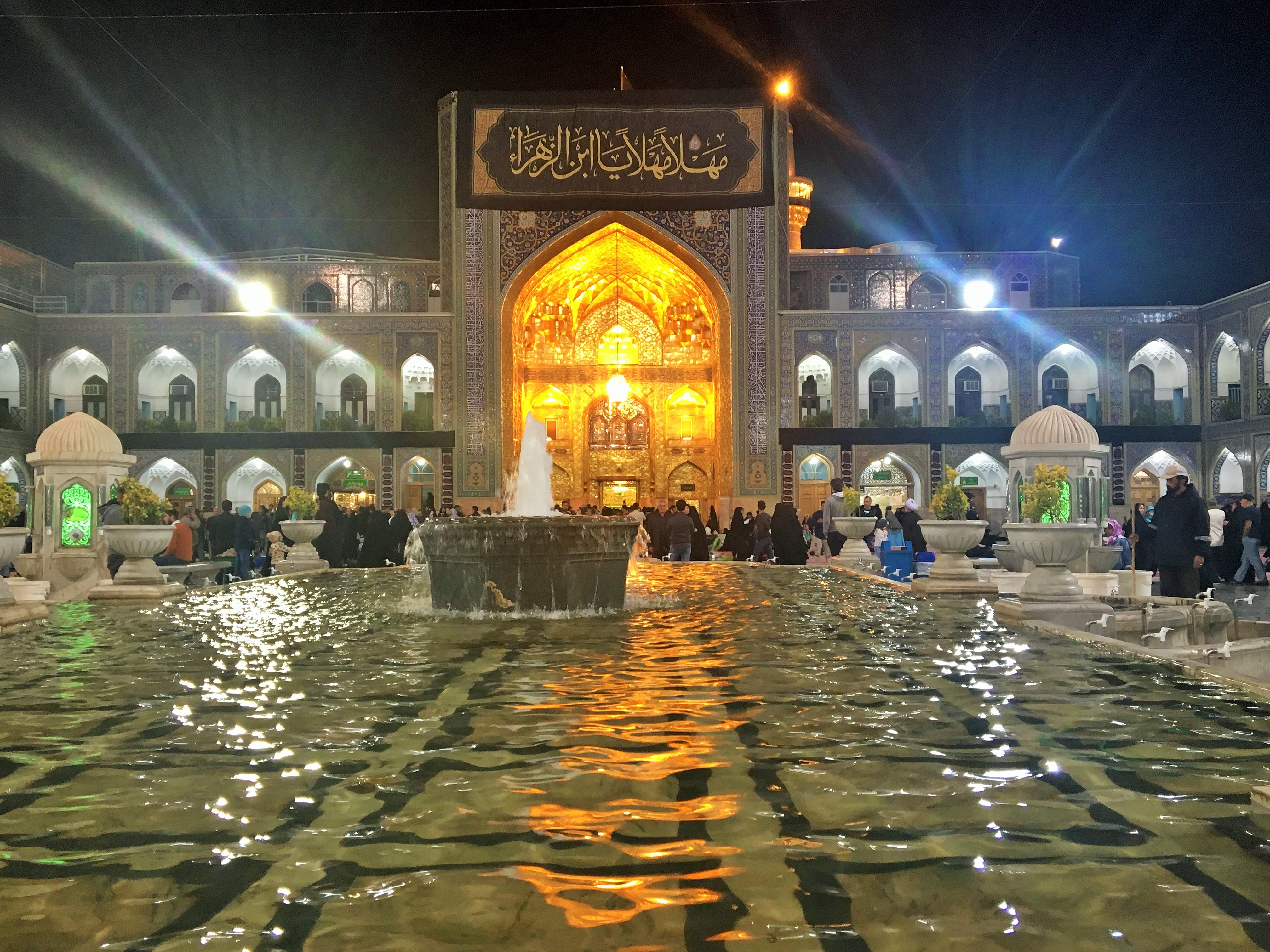

马蒙一反前任哈里发的反什叶派政策， 于公元816年邀请里达前往呼罗珊， 并于817年正式指定他为继承人。 据马德隆（Madelung）记载，马蒙在伊斯兰历200年（公元815/816年）致信里达，邀请他前往梅尔夫（Marv），并派遣其（宰相）的表兄弟拉贾·本·阿比·扎哈克（Raja ibn Abi'l Zahhak）和一名宦官陪同里达出行。 同年，里达可能还携五岁的儿子穆罕默德·贾瓦德（Muhammad al-Jawad）前往麦加朝觐。 经过最初的一些推拒后，里达于816年启程前往梅尔夫。 据一些古代文献记载，马蒙曾下令禁止伊玛目途经库法和库姆，因担心这两座城市的什叶派民众对伊玛目的拥戴会引发事端。
尽管里达未取道库姆，但他曾在尼沙普尔（Nishapur）停留，期间多位逊尼派圣训学者拜访了他，包括伊本·拉胡亚（Ibn Rahuya）、叶海亚·本·叶海亚（Yahya ibn Yahya）、穆罕默德·本·拉菲（Muḥammad ibn Rafe'）和艾哈迈德·本·哈尔布（Ahmad ibn Ḥarb）。收到马蒙的新诏令后，里达继续前往梅尔夫。
多位逊尼派圣训学者还请求里达传述一段圣训，即后世著名的“金链圣训”（Hadith of Golden Chain）。
在梅尔夫，马蒙起初提出将哈里发之位让予里达，但遭后者拒绝。 据马德隆所述，里达坚持推辞约两个月，最终勉强同意担任哈里发继承人。 各史料均显示，里达是在马蒙的坚持下才接受任命，并附加条件：不干涉政府事务及官员任免。 根据一份记载，伊斯兰历201年斋月2日（公元817年3月23日），梅尔夫的权贵与将领向身着绿色礼服的新任继承人宣誓效忠。 帝国全境清真寺发布了官方公告， 还铸造了纪念钱币， 马蒙更将官方服饰与旗帜的颜色从阿拔斯王朝标志性的黑色改为绿色，可能象征阿拔斯家族与阿里派的和解。 为巩固关系，马蒙还将女儿许配给里达，并承诺将另一女儿嫁给里达当时尚未成年的儿子（在麦地那的穆罕默德·贾瓦德）。

#### 动机分析

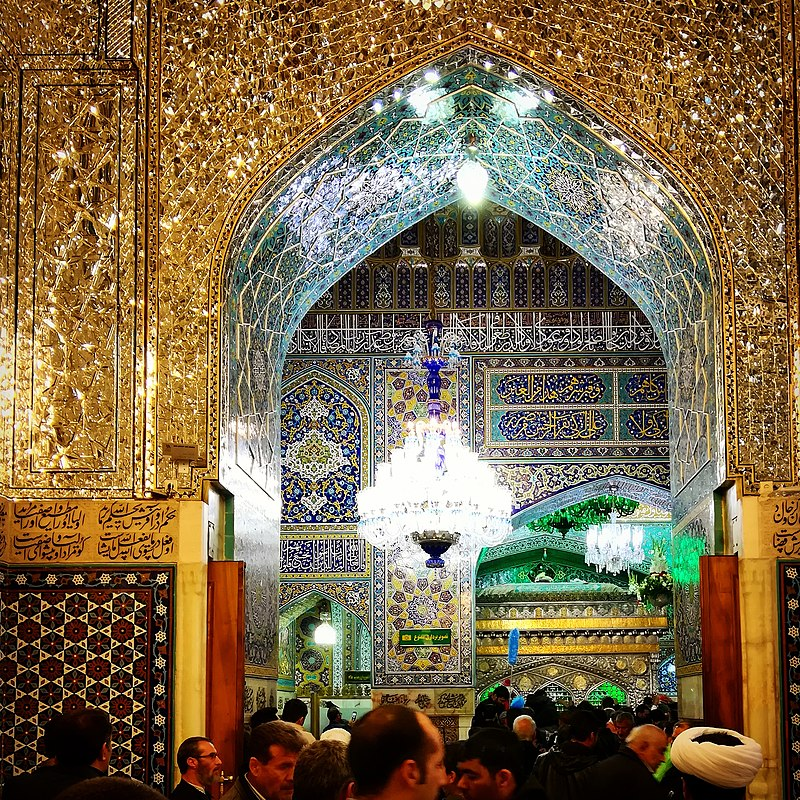

马蒙指定里达为继承人的动机尚不完全明确。 当时，他宣称这一决定是因为里达是哈里发之位最合适的人选。 然而，里达的勉强接受可能反映了他对马蒙真实意图的怀疑。 考虑到两人年龄相差二十余岁，里达实际继承年轻得多的马蒙的可能性本就微乎其微。
有观点认为，马蒙此举旨在争取什叶派支持，平息其频繁叛乱。 另一些学者指出，马蒙可能受其颇具权势的波斯宰相法德尔·本·萨赫尔（al-Fadl ibn Sahl）影响，后者倾向什叶派。 但马德隆认为，任命里达的主动权更可能来自马蒙本人而非其幕僚。 部分作者认为此举并不意外，因马蒙与阿拔斯家族关系已严重恶化。 另有记载称马蒙意图建立基于才能的哈里发继承制， 但他在仪式中未提及里达之后的继承规则。
还有推测认为马蒙试图弥合逊尼派与什叶派的分歧， 而马瓦尼（Mavani）等学者则认为，马蒙旨在通过采纳什叶派关于宗教领袖神权的观点（结合后来的宗教审判）扩大自身权威。 贝霍姆-达乌（Bayhom-Daou）提出，马蒙可能想借此举削弱什叶派伊玛目教义的可信度， 塔巴塔巴伊（Tabatabai）则写道，马蒙或许还希望通过让里达卷入政治来破坏其作为什叶派宗教领袖的地位。
里达拒绝马蒙最初让位的提议，被用作论证其终极目标并非世俗政权的依据。马瓦尼认为，对伊玛目而言，政治权力仅是引导社群获得救赎的手段。当被问及为何接受继承权时，据传里达强调自己是被迫的："正如我的祖父信士长官阿里·本·阿比·塔利布被迫加入仲裁委员会一样"。 据伊本·巴布亚记载，为表达对呼罗珊之行的不满，里达不仅拒绝携家人同行，更要求他们大声哀哭，宣称自己将永不复归。
值得注意的是，这一任命并未疏远里达的追随者。贝霍姆-达乌认为，这表明信徒们确信他是迫于无奈才接受继承权。

#### 各方反应
尽管可能并不准确， 当时里达的任命普遍被认为受到马蒙的波斯宰相法德尔·本·萨赫尔（al-Fadl ibn Sahl）的影响。 然而，除巴士拉总督伊斯玛仪·本·贾法尔（Ismail ibn Jafar）外，各地阿拔斯总督均忠实执行命令，要求民众向新继承人宣誓效忠。
阿拔斯家族的马蒙指定阿里派的里达为继承人，此举赢得了多位著名阿里派成员及几乎所有宰德派（Zaydite）支持者的拥护。 但同时也立即引发强烈反对，尤其是阿拔斯家族成员和阿拉伯逊尼派民族主义者。
马蒙的决定未能获得伊拉克民众的支持。817年，当地民众宣布废黜马蒙，拥立另一位阿拔斯成员易卜拉欣·本·马赫迪（Ibrahim ibn al-Mahdi）为哈里发。民间武装在巴格达街头游行，要求回归《古兰经》和圣训传统。 据记载，作为马蒙父亲的异母兄弟，易卜拉欣缺乏政治才能，仅是傀儡统治者， 其实际控制范围基本限于巴格达。
巴格达、库法和瓦西特等地爆发了马蒙军队与易卜拉欣支持者之间的军事冲突。后者因严重的财政和后勤困难而处境艰难。

### 返回巴格达

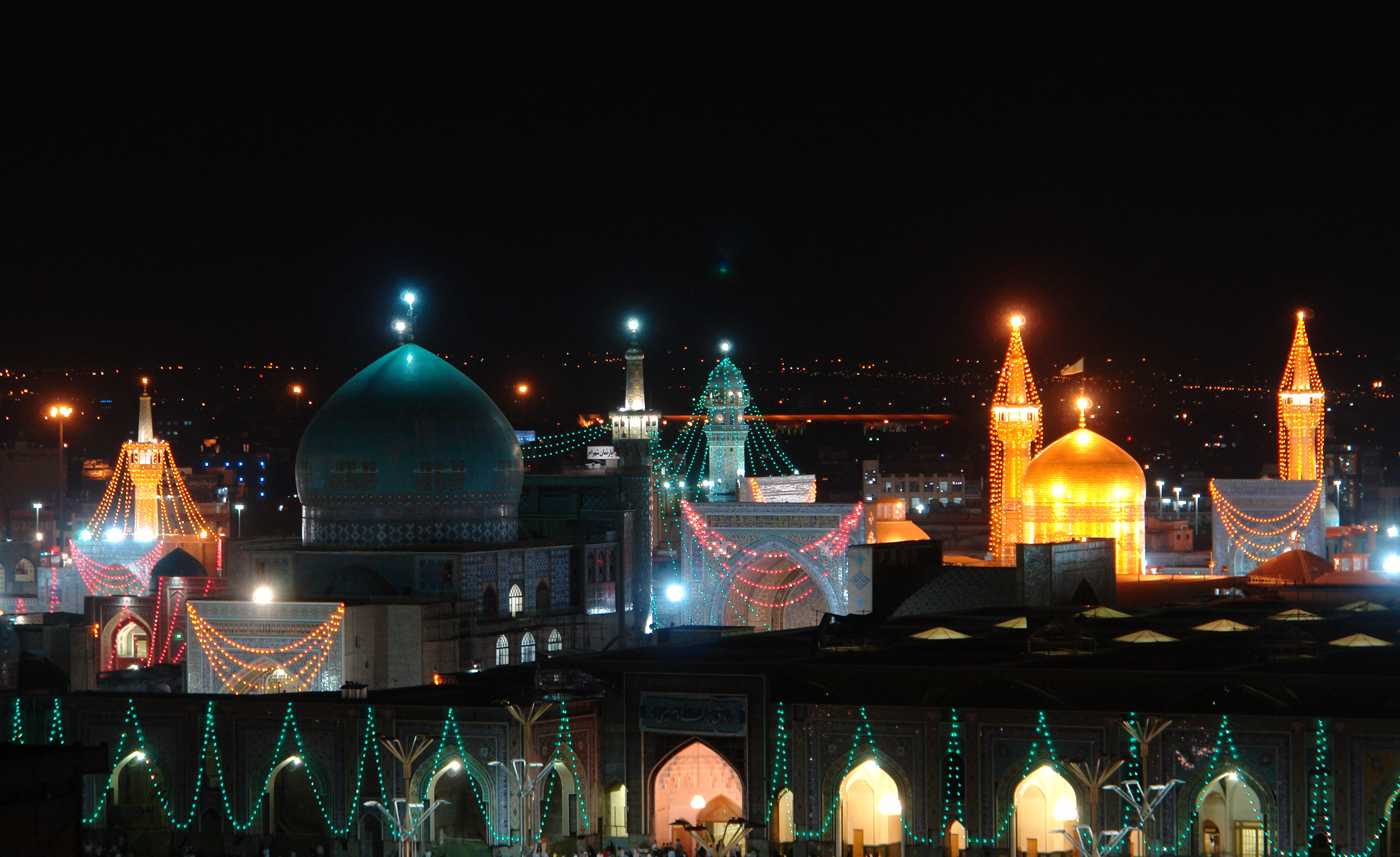

伊拉克内乱的严重性显然被马蒙的维齐尔（vizier）隐瞒，直到818年才被揭露。正是里达（al-Rida）敦促哈里发返回巴格达以恢复和平。 多位军队将领支持里达的判断，马蒙遂于818年离开呼罗珊。
启程前，维齐尔提出辞职，指出巴格达的阿拔斯家族对他个人怀有敌意，并请求哈里发允许他留任呼罗珊总督。马蒙反而向维齐尔保证全力支持，并发布诏书通告全国。 然而六个月后（伊斯兰历202年舍尔邦月/公元818年2月），维齐尔在随马蒙返回巴格达途中，于萨拉赫斯（Sarakhs）遭数名军官刺杀。
行凶者虽很快被处决，但临刑前宣称是奉哈里发之命行事。 此后，马蒙仅依靠顾问团施政，不再授予任何人维齐尔头衔。

## 伊玛目传承
根据十二伊玛目派教义，里达(al-Rida)的伊玛目任期与阿拔斯王朝哈伦·拉希德及其子阿明(al-Amin)、马蒙(al-Ma'mun)的统治时期重叠。他最初采取静默态度，远离政治斗争，延续了第四至第七任什叶派伊玛目的传统；并拒绝正式支持阿里派的起义活动。因此，主张武装斗争的宰德派对其持反对立场。里达认为，当统治者无法容忍任何形式的"劝善戒恶"时，武装对抗并非最佳选择。基于此，他拒绝了穆罕默德·本·苏莱曼联合行动的请求。据记载，里达曾警告其叔父穆罕默德·迪巴吉(Muhammad al-Dibaj)不要违背其父兄(贾法尔·萨迪格与穆萨·卡齐姆)的路线，并预言其叛乱必将失败。伊玛目甚至与亲兄弟宰德·本·穆萨·卡齐姆决裂。尽管如此，里达仍将当时局势定义为"伪政权的统治与压迫者体系"。通过阐释"命令者"(Ulu'l-amr)概念及服从的必要性，他强调必须追随先知家族(Ahl al-Bayt)，而压迫者的领导及对其服从皆属无效与谬误。里达的部分追随者表面效忠政府，实则与伊玛目保持联系，保护什叶派信徒免受迫害。
以虔诚与学识闻名的里达，二十余岁时便在麦地那先知清真寺发布教法裁决(fatwa)，并传述祖先遗留的圣训。

### 指定继承

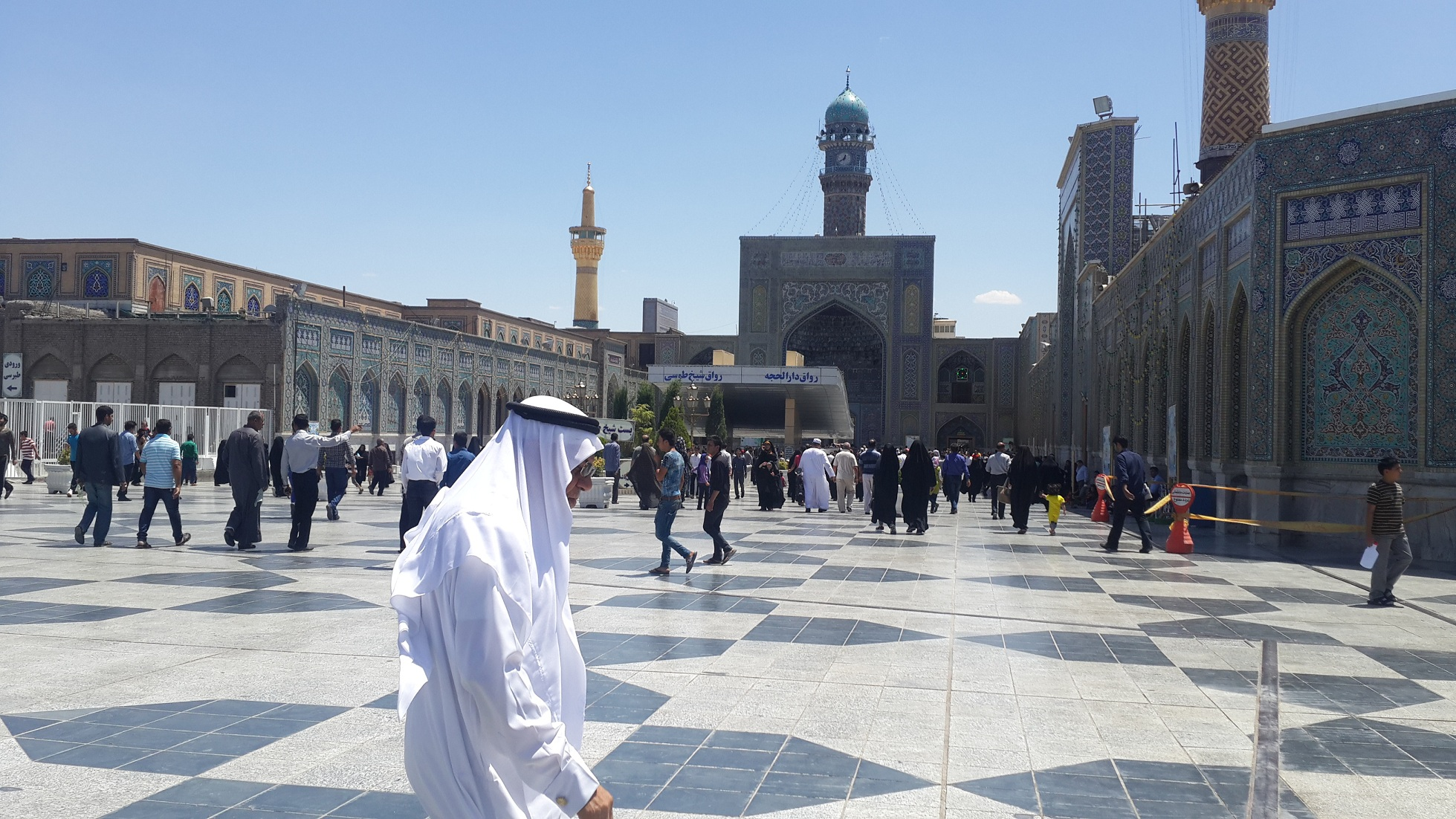

799年(伊斯兰历183年)，穆萨·卡齐姆(al-Kazim)在哈伦·拉希德的监狱中临终前，指定其子里达为继任者。此前他已遭多年监禁。威尔弗雷德·马德隆(Wilferd Madelung)补充指出，卡齐姆不仅指定里达为遗嘱执行人，还将麦地那附近的家族地产独家继承权授予他，排除其他兄弟。卡齐姆去世后，其大部分追随者承认里达为第八任伊玛目，形成什叶派主流谱系，后发展为十二伊玛目派。里达的兄弟们虽未宣称伊玛目职位，但多人曾反抗阿拔斯王朝。部分卡齐姆追随者坚称其未死亡，将作为伊斯兰教承诺的救世主马赫迪归来，形成"瓦基菲派"(Waqifite Shia)。该派后来多数回归主流什叶派，承认里达及其继任者为卡齐姆的代理人。其中包括以库法灵知主义者穆罕默德·本·巴希尔(Muhammad ibn Bashir)为首的"布舍里亚派"(Bushariyya)，他自称是卡齐姆隐遁期间的代理伊玛目。
里达任伊玛目期间激烈抨击瓦基菲派领袖，称其为"真理之敌""迷误者""异端""不信者"与"多神教徒"。他曾将该派比作犹太人，指出《古兰经》筵席章第64节正是针对瓦基菲派所降示——因其如同犹太人质疑伊玛目世系的延续性(当时伊玛目尚无子嗣)，实质是"对真主能力的亵渎"。"瓦基菲"广义指任何否认或怀疑某位什叶派伊玛目逝世、拒绝承认其继任者的团体。
科尔伯格(Kohlberg)认为，瓦基菲派的形成可能存在经济动机。卡齐姆的部分代理人拒绝向里达移交受托资金，坚称卡齐姆是最后一位伊玛目。包括曼苏尔·本·尤努斯·布祖尔格(Mansur ibn Yunus Buzurg)、阿里·本·阿比·哈姆扎·巴泰尼(Ali ibn Abi Ḥamza al-Bataini)、齐亚德·本·马尔万·坎迪(Ziyad ibn Marwan al-Kandi)等。据载奥斯曼·本·伊萨·鲁阿西(Uthman ibn Isa al-Amiri al-Ruasi)最终悔悟。

### 继任

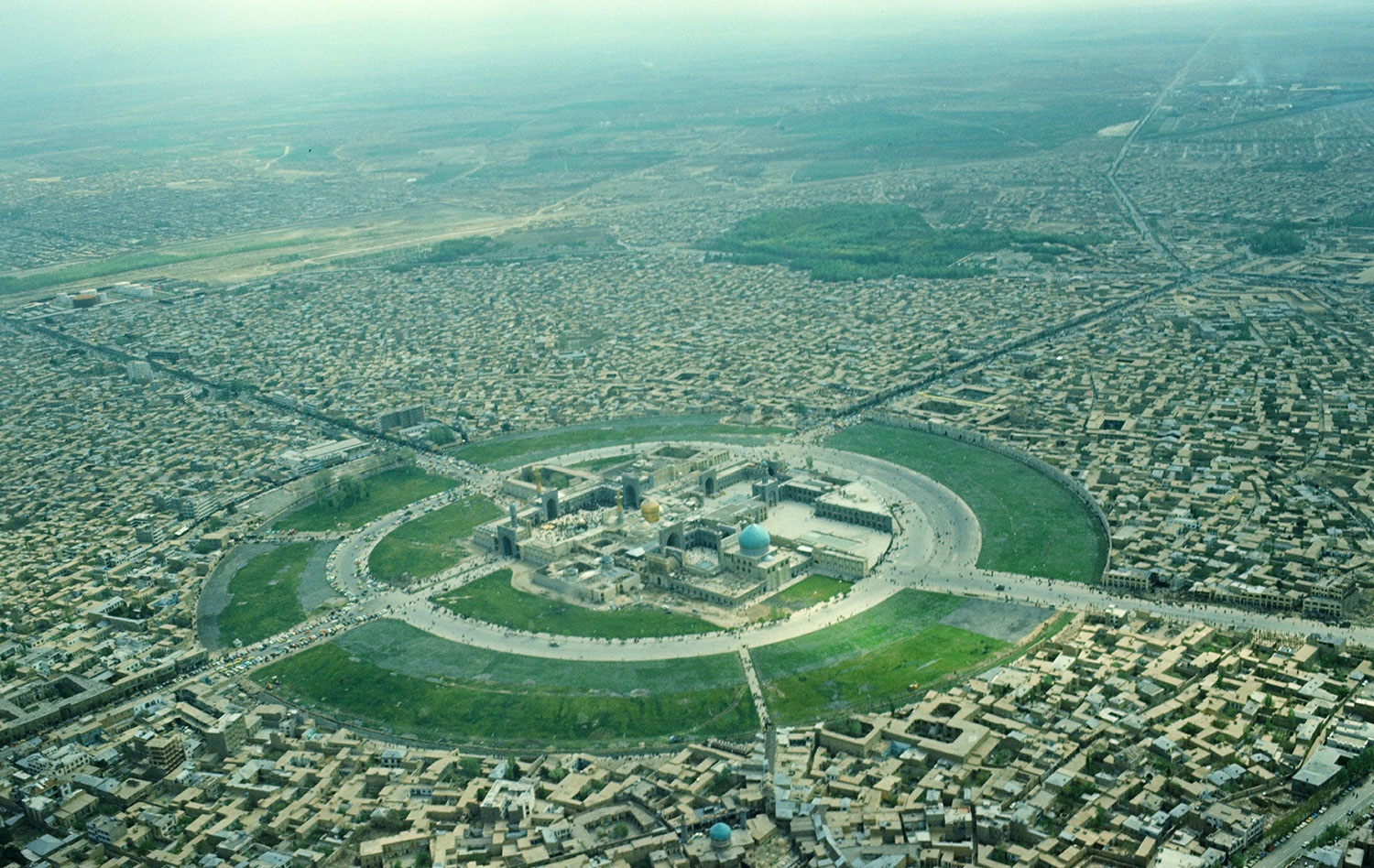

穆罕默德（即后来被称为al-Jawad的伊玛目）作为里达唯一的子嗣，在父亲去世时年仅七岁。这位年幼继承者的身份在其父追随者中引发争议：一部分人转而支持里达之兄艾哈迈德·本·穆萨（Ahmad ibn Musa）的伊玛目地位；另一派加入瓦基菲耶（Waqifiyya）——该派认为卡齐姆（al-Kazim）是最后一位伊玛目，并期待其作为马赫迪归来；还有曾因里达被指定为哈里发继任者而机会性支持其伊玛目地位者，此时重新回归逊尼派或栽德派社区。但塔巴塔巴伊（Tabatabai）认为里达之后什叶派的分裂影响轻微且多为暂时现象。十二伊玛目派学者指出，《古兰经》记载耶稣（尔撒）在童年时期即接受使命，部分人更主张al-Jawad从继任伊始便通过神圣启示获得了完备的宗教知识，与其年龄无关。

### 圣迹（Karamat）
里达（al-Rida）常被赋予诸多非先知性的奇迹，这些圣迹被视为其获得神眷的证据。据记载，他在尼沙普尔停留期间，曾在住所种下一颗杏仁，次年该树便开花结果。其居所内原有一处废弃浴场和干涸的坎儿井（qanat），但当伊玛目抵达后，井水复流，民众重建浴场并以伊玛目之名命名，人们纷纷从那棵树和浴场中寻求祝福。
离开尼沙普尔后，里达到达名为萨纳巴德（即马什哈德）的村庄，进入胡迈德·本·卡赫塔巴的宫殿庭院——那里埋葬着哈伦·拉希德。据伊本·巴布亚（Ibn Babawayh）所述，里达在哈里发陵墓旁划出一条线说："这将是我的坟墓"。
伊本·巴布韦（Ibn Babuwayh）记载，里达初到呼罗珊时当地久旱，马蒙（al-Ma'mun）请求他祈雨。里达应允并指定周一举行仪式。清晨他携民众至荒野，登上讲坛向真主求雨，随即乌云涌现，众人归家时大雨倾盆。人群簇拥着向里达道贺这一神迹。
唐纳森（Donaldson）记录了雷扬·本·萨尔特（Reyyan ibn Salt）的见闻：当雷扬因悲痛忘记索要里达的衬衣（作寿衣用）和给女儿制戒指的钱币时，已离去的他被伊玛目唤回："你不需要我的衬衣作寿衣吗？不想为女儿们带些钱币制戒指吗？"里达随即满足其愿。

## 逝世与安葬

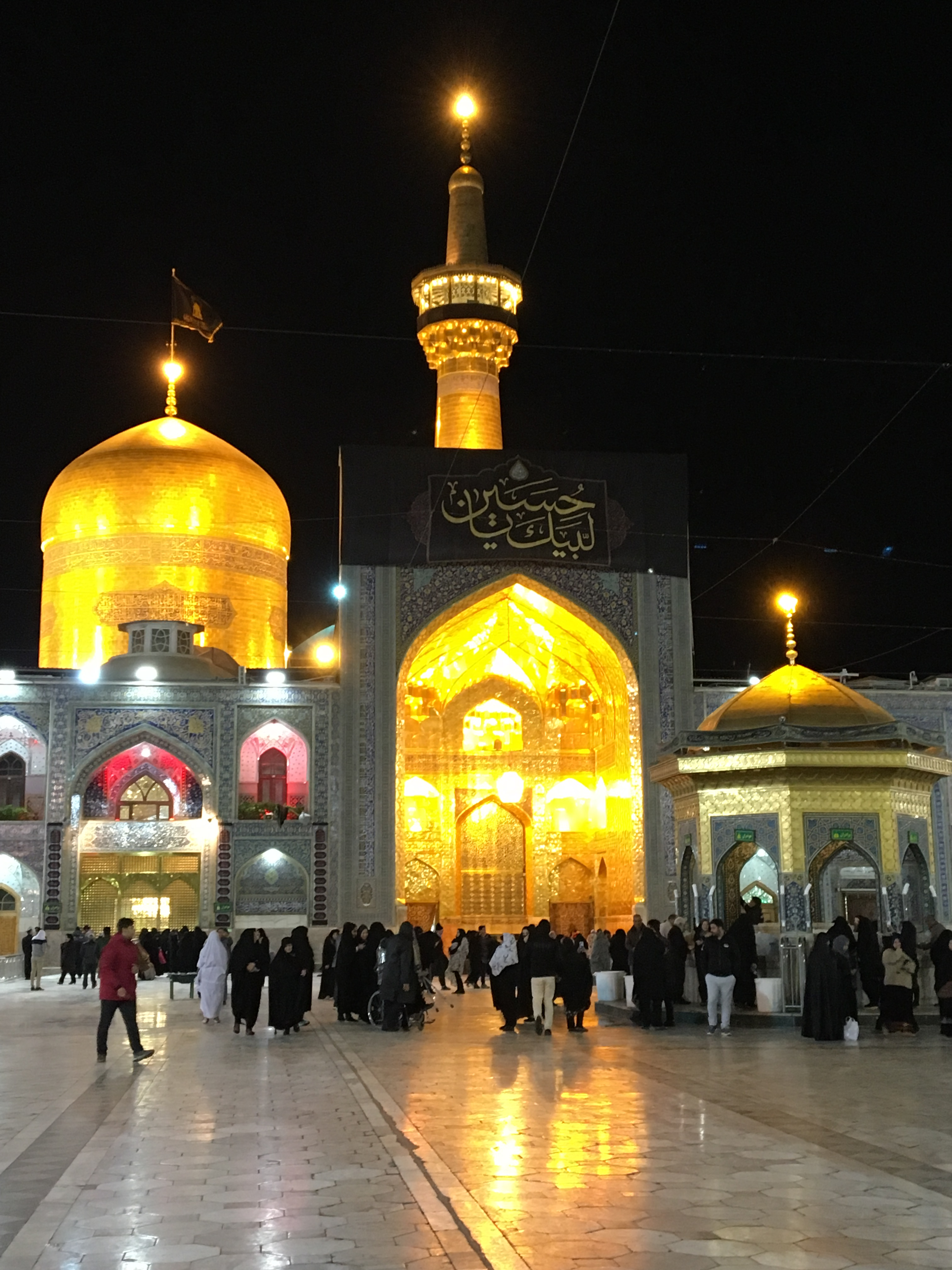
al-Rida

里达（al-Rida）于伊斯兰历203年萨法尔月末（公元818年9月）在伊朗图斯（今马什哈德）逝世，很可能死于中毒。其他记载的日期范围从伊斯兰历202年萨法尔月（公元817年9月）至（公元819年5月）不等。史料普遍认同，里达在随马蒙（al-Ma'mun）及其随行人员返回巴格达途中突发疾病去世。其逝世紧随马蒙的波斯宰相法德尔·本·萨赫勒（al-Fadl ibn Sahl）遇刺之后——这位宰相已成为争议人物。什叶派史料将两人的死亡归咎于马蒙，认为这是他为安抚阿拉伯势力、顺利返回伊拉克所做的妥协。马德隆（Madelung）指出，宰相与继承人的突然死亡（他们的存在本会阻碍马蒙与巴格达强大的阿拔斯反对派和解），强烈暗示马蒙应对此负责。此观点得到休·N·肯尼迪（Hugh N. Kennedy）和鲍布里克的认同，贝霍姆-达乌（Bayhom-Daou）认为这是西方史学界的主流看法。类似地，里兹维（Rizvi）指出，马蒙突然逆转亲什叶政策并试图抹除里达记忆的举动，可能佐证了对哈里发的指控。
与此相反，生活于阿拔斯王朝时期的逊尼派历史学家塔巴里（al-Tabari）和马苏迪（al-Masudi）均未提及谋杀可能性。马苏迪特别记载里达因食用过量葡萄而亡。什叶派学者塔巴塔巴伊（Tabataba'i）则认为，鉴于里达日益增长的声望与什叶教义的迅速传播，马蒙毒杀了里达。值得注意的是，部分逊尼派作者似乎也采纳了什叶派传统，将里达之死称为"殉道"。
哈里发随后召集一批阿里家族成员验尸，以证明里达死于自然原因。葬礼上，马蒙亲自诵念了最后的祈祷词。记载特别提到他在葬礼上表现的悲痛。马德隆认为这种情绪未必虚伪，他指出在马蒙统治的其他场合中，冷酷的政治算计往往压倒个人情感与理想。一年后（伊斯兰历204年萨法尔月/公元819年8月），哈里发兵不血刃进入巴格达，反哈里发易卜拉欣·本·马赫迪（Ibrahim ibn al-Mahdi）早已弃城而逃。此次回归标志着马蒙亲什叶政策的终结，阿拔斯传统的黑色旗帜随之复辟。

### 圣陵

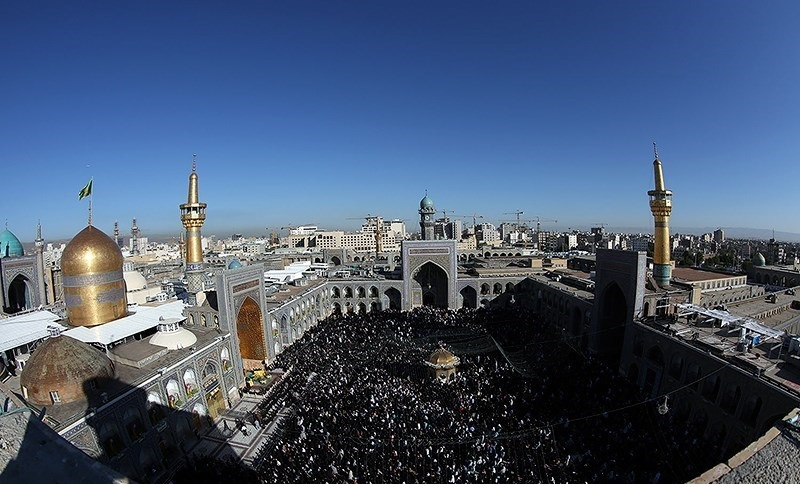

马蒙将里达安葬于图斯的哈伦·拉希德陵墓旁。图斯后来被新城马什哈德（意为"殉难之地"）取代，该城以里达陵墓为中心发展，成为伊朗什叶派最神圣的圣地。现存圣陵建筑可追溯至十四世纪伊儿汗国完者都（Öljaitü）改信十二伊玛目派时期，其宏伟建筑群中绝大部分精美装饰完成于萨法维与卡扎尔王朝时代。毗邻圣陵的戈哈尔沙德清真寺（以帖木儿帝国沙哈鲁之妻命名，1394年竣工）是伊朗最杰出的清真寺之一。圣陵周围建有多所神学院，最著名者为米尔扎·贾法尔汗学院。
圣训学者伊本·希班（Ibn Hibban）在《可信者》（Al-Thiqat）中写道，他常赴伊玛目里达圣陵祈祷，所遇困境屡屡得解。哈基姆·尼沙普里（al-Hakim al-Nishapuri）援引法学家马萨尔吉西（Masarjisi，卒于384年）之言："每遇宗教或世俗难题，我只要到阿里·本·穆萨（即里达）陵前祈祷，困难必消"。

## 头衔与家族

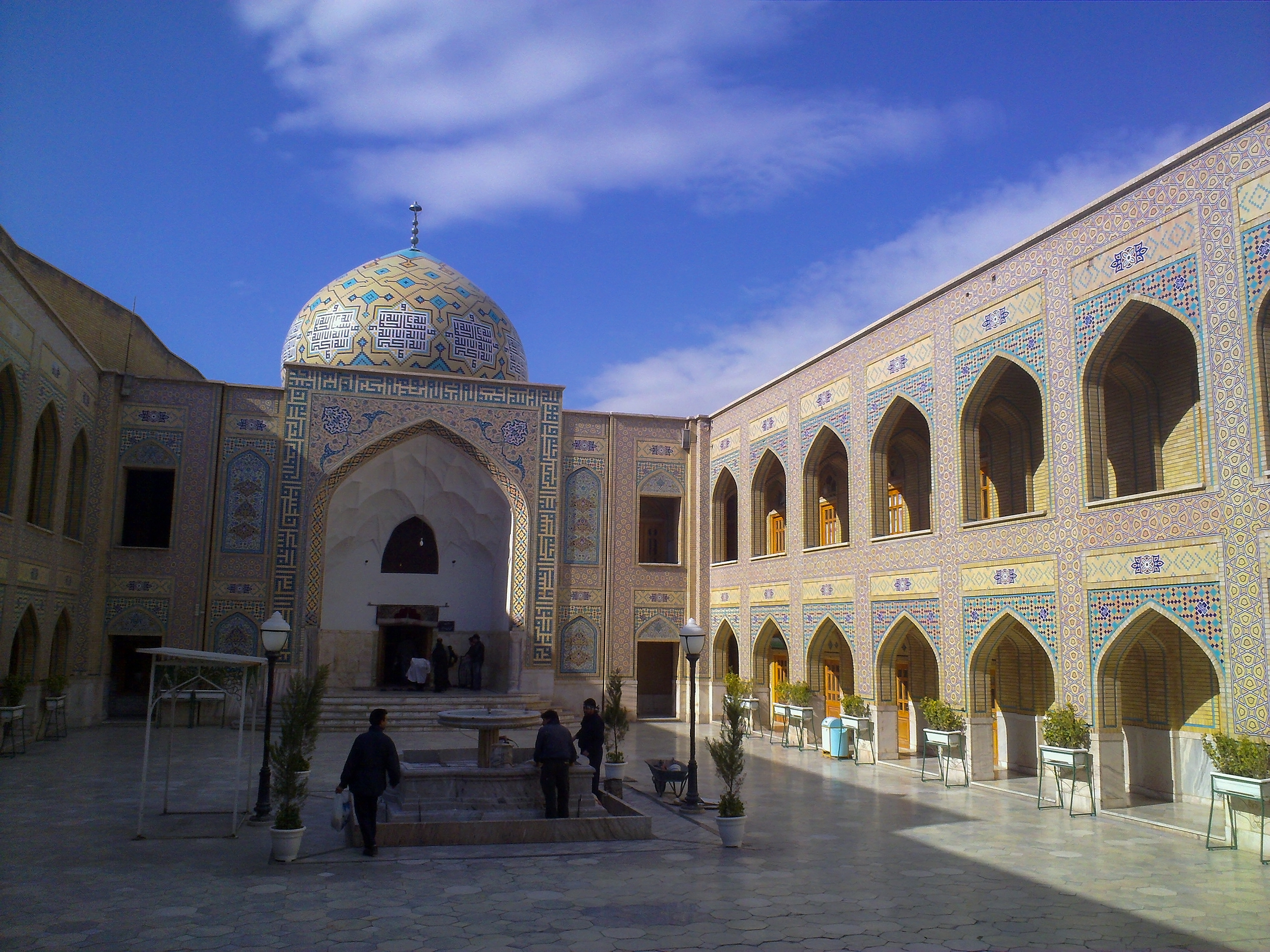

"里达"（al-Rida）这一头衔据传由哈里发赐予，源自对穆罕默德后裔中一位能获得穆斯林社群一致认可的哈里发人选（即"穆罕默德家族中被接纳者"al-rida min al Muhammad）的称谓——此口号曾被什叶派及早期阿拔斯势力用作对抗倭马亚王朝的动员令。  
据伊本·巴巴维耶记载，穆罕默德·贾瓦德（Muhammad al-Jawad）曾宣称，真主命其名为"里达"是因敌友双方皆对他感到满意，而此情形未在其任何父辈中出现。为区别于其父穆萨·卡齐姆（即"首位艾布·哈桑"Abu al-Hasan al-Awwal），里达亦被称为"次位艾布·哈桑"（Abu al-Hasan al-Thani）。
为巩固政治联盟，马蒙哈里发将女儿乌姆·哈比卜（Umm Habib）许配给里达，但这段婚姻未育有子嗣。里达之子穆罕默德（即后来的穆罕默德·贾瓦德）系其与释奴萨比卡（或海兹兰）所生，这位努比亚裔女奴据传源自先知穆罕默德的释奴玛丽亚·吉布提娅（Maria al-Qibtiyya）家族——玛丽亚是先知之子易卜拉欣（幼殁）的生母。  
关于阿里·里达的子女人数存在分歧：有记载称其育有五子一女，分别名为穆罕默德、哈桑、贾法尔、易卜拉欣、侯赛因与阿伊莎；伊本·哈兹姆则记载里达仅有阿里、穆罕默德、侯赛因三子，且后裔仅通过穆罕默德延续；另有文献提及里达之女法蒂玛的存在。  
里达与穆罕默德·贾瓦德的圣训显示，里达仅有穆罕默德·贾瓦德一子，其血脉仅通过该子嗣延续。

## 观点
除什叶派权威外，逊尼派传记文献也将里达列为先知圣训的传述者之一，史学家瓦基迪（al-Waqidi）视其为可靠传述人。作为拒绝承认穆罕默德圣门弟子圣训权威的什叶派伊玛目，最初仅有什叶派通过里达传述圣训。但据记载，其晚年时著名逊尼派圣训学家如伊沙克·本·拉赫维（Ishaq ibn Rahwayh）与叶海亚·本·叶海亚（Yahya ibn Yahya）曾拜访过他。尤其在被指定为哈里发继承人后，里达在逊尼派中的可信度显著提升——他们显然因其学识与先知血统而将其视为杰出传述人。
鉴于其作为什叶派伊玛目持续受到的尊崇，后世逊尼派学者对其权威性意见分歧：部分质疑其传述的可靠性，另一些则质疑其传述链的权威性，但均承认他是虔诚博学之士。
学界普遍认为，由里达亲手归信的苏菲大师马鲁夫·卡尔赫（Ma'ruf al-Karkhi）是多数苏菲教团黄金链条中的关键人物。据传他是里达的虔诚信徒，但巴彦-达乌（Bayhom-Daou）认为相关记载不可考。苏菲传统中，里达被奉为苦行主义典范，什叶派苏菲教团的传承链条均经由里达延伸至卡尔赫，如沙·尼玛图拉·瓦里（Shah Nimatullah Wali）教团便是典型例证。
曾赋诗赞颂里达的诗人包括什叶派诗人阿布·努瓦斯（Abu Nuwas）与迪比尔·本·阿里·胡扎伊（Di'bil ibn 'Ali al-Khuza'i）。波斯著名诗人萨纳伊（Sanai）与哈卡尼（Khaqani）亦创作过朝谒里达圣陵的诗篇——萨纳伊在其长篇名作中将圣陵人流比作麦加天房，哈卡尼则将呼罗珊视为宗教与灵性的朝向。

## 著作

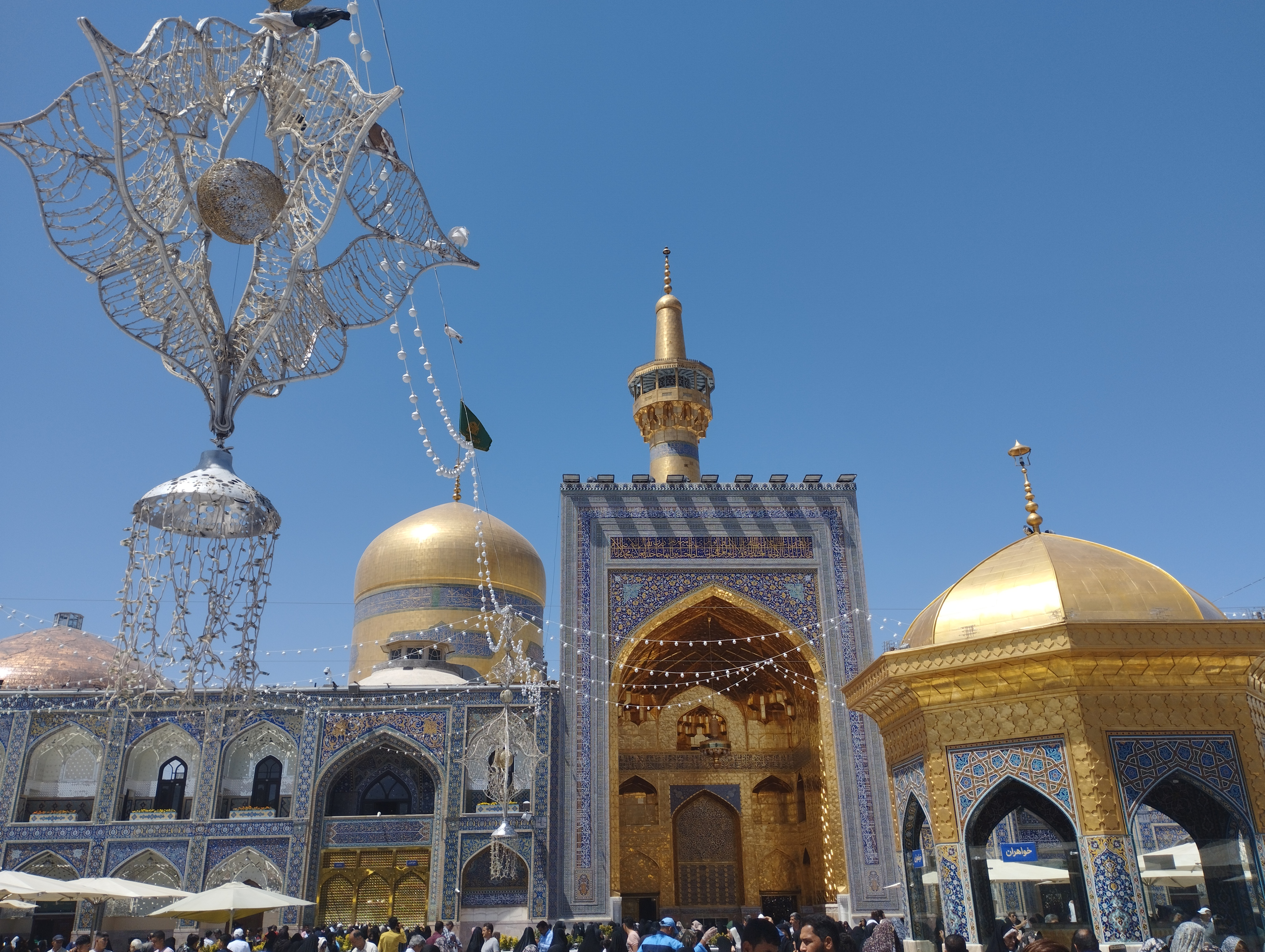

《金色论文》(Al-Risalah al-Dhahabiah)是一部关于医疗方法和健康保健的论著，据传由马蒙哈里发委托撰写，并要求用金墨书写，因而得名。Speziale(2004)和Speziale-Giurini(2009)的研究对该文本的作者问题进行了批判性分析。该书在孟买进行了文本编辑，并被穆罕默德-巴吉尔·马杰里西(Mohammad-Baqer Majlesi)收录于他的《光的海洋》(Bihar al-Anwar)中。已有许多注释本问世，并被翻译成波斯语和乌尔都语。尽管对其真实性存在疑问，该书仍在十二伊玛目派中广受欢迎。
《里达圣训集》(Sahifah of al-Ridha)收录了240条圣训，在早期十二伊玛目派文献中有所提及，并归功于里达。《里达教法学》(Fiqh al-Rida)，亦称《拉达维教法学》(al-Fiqh al-Radawi)，是一部归功于里达的教法学(fiqh)论文。该作品直到伊斯兰历10世纪(公元16世纪)才为人所知，当时穆罕默德·巴吉尔·马杰里西认定其为真本，但后来的十二伊玛目派学者(包括S.H.萨德尔)对其真实性提出质疑。
其他归功于里达的作品列于《什叶名人录》(A'yan al-Shia)中。此外，什叶派文献详细记载了他的宗教辩论、言论和诗歌。伊本·巴巴维耶(Ibn Babawayh)的《里达言行录》(Uyoun Akhbar Al-Ridha)是一部综合汇编，收录了宗教辩论、言论、传记细节，甚至包括其陵墓发生的奇迹。